# Agar u Guermán
Agar u Guermán o Agor Urimán (en árabe: أغير أجلمام‎, en francés: Arhir Ougermam) es una localidad marroquí perteneciente al municipio de Asgar, en la región Oriental. Desde 1912 hasta 1956 perteneció a la zona norte del Protectorado español de Marruecos.